# Ester Wajcblum
Ester Wajcblum, född 16 januari 1924 i Warszawa, död 6 januari 1945 i Auschwitz-Birkenau, var en polsk motståndskvinna. 

## Biografi
I maj 1943 deporterades Ester Wajcblum från Warszawas getto till Majdanek, där hennes föräldrar mördades. I september samma år fördes Wajcblum till Auschwitz-Birkenau. I oktober 1944 deltog Wajcblum och tre andra kvinnor – Ala Gertner, Rózia Robota och Regina Safirsztajn – i ett uppror vid vilket bland annat krematorium IV förstördes.
Upprorsförsöket kvästes snabbt av SS-vakter. Lägeradministrationen företog en noggrann undersökning och kunde binda Wajcblum till revolten; även Gertner, Robota och Safirsztajn kunde knytas till de sammansvurna. De fyra förhördes och torterades i flera veckor. I början av januari 1945 hängdes Wajcblum, Gertner Robota och Safirsztajn offentligt i lägret. 